# Tableau naturel des rapports qui existent entre Dieu, l'homme et l'univers
Tableau naturel des rapports qui existent entre Dieu, l’homme et l’univers est un ouvrage de Louis-Claude de Saint-Martin, publié aux éditions Édimbourg en 1782.